# Carles Pérez Sayol
Carles Pérez Sayol (Granollers, 16 de febrer de 1998) és un futbolista professional català que juga com a migcampista o davanter al'Aris FC de la Primera Divisió de Grècia, cedit pel Celta de Vigo.

## Carrera esportiva

### FC Barcelona
Pérez va arribar al planter del FC Barcelona el 2012, procedent del RCD Espanyol. El 3 d'octubre de 2015, encara en edat juvenil, va debutar com a sènior amb el FC Barcelona B entrant de suplent de Maxi Rolón a la segona part, en un empat a fora (0–0) a Segona Divisió B contra el Llevant UE B.
Va formar part de l'equip que va guanyar la segona Lliga Juvenil de la UEFA pel Barça, la temporada 2017-18, en una final contra el Chelsea FC.
El juliol de 2017, Pérez fou definitivament ascendit al segon equip del Barça, llavors a Segona Divisió. Va debutar com a professional el 19 d'agost de 2017, substituint Vitinho en una victòria per 1 a 2 contra el Reial Valladolid. El 21 de gener de 2018 va marcar un hat-trick que va permetre l'equip guanyar per 1 a 3 contra el CD Tenerife; foren els seus primers gols com a professional.
El 12 de juny, després que l'equip B baixés, va renovar contracte amb el Barça per dos anys més.
Pérez va debutar amb el primer equip – i a La Liga – el 19 de maig de 2019, substituint Malcom en un empat 2–2 a fora contra la SD Eibar. El dia 16 d'agost de 2019 va tornar a jugar amb el primer equip a la Lliga, en substitució de Sergi Roberto, en un partit en el qual el Barça va perdre 1 a 0 contra l'Athletic Club.
El seu primer gol en la Lliga fou el dia 25 d'agost de 2019, el segon del seu equip en un partit en el qual el Barça es va enfrontar contra el Reial Betis i que va guanyar per 5 a 2.

### Roma
El 30 de gener de 2020, Pérez va deixar Barcelona per anar cedit a l'AS Roma. La cessió tenia una clàusula de compra obligatòria a final de temporada per 11 milions d'euros, i el jugador signaria contrate amb la Roma fins al 30 de juny de 2024. El 27 d'agost de 2020 fou positiu per COVID-19. Va marcar el seu primer gol a la Lliga Europa de la UEFA en una victòria per 1–0 a casa contra el K.A.A. Gent als trenta-dosens de final. Va marcar el seu primer gol a la Serie A en una victòria a fora per 6–1 contra el SPAL.

### Celta
El 8 d'agost de 2022, el RC Celta de Vigo va anunciar que havia arribat a principi d'acord amb la Roma per a la cessió de Pérez. L'endemà, va signar oficialment un contracte de cessió amb el Celta.
El 30 de juny de 2023, Pérez es va incorporar al Celta amb un contracte permanent de quatre anys.

#### Cessió al Getafe
El 30 de juliol de 2024, Pérez va ser cedit al Getafe CF per a la campanya 2024–25.

## Palmarès
Roma
- UEFA Europa Conference League: 2021–22[19]

FC Barcelona
- La Liga: 2018–19
- UEFA Youth League: 2017–18[20]